# Szabak (Syria)
Szabak – wieś w Syrii, w muhafazie Al-Hasaka. W 2004 roku liczyła 2072 mieszkańców.